# Pyrgocythara mairelae
Pyrgocythara mairelae is een slakkensoort uit de familie van de Mangeliidae. De wetenschappelijke naam van de soort is voor het eerst geldig gepubliceerd in 2010 door Fernández-Garcés & Rolán.